# Katsuki Bakugō
Katsuki Bakugo (爆豪 勝己 Bakugō Katsuki?) es un personaje ficticio del manga y anime My Hero Academia, creado por Kōhei Horikoshi. Katsuki también aparece en la adaptación anime del manga y en las películas My Hero Academia: Dos héroes (2018), My Hero Academia: El despertar de los héroes (2019), My Hero Academia: Misión mundial de héroes (2021) y My Hero Academia: You're Next (2024).

## Creación y concepción
En el primer borrador de la serie, Katsuki era un genio con una personalidad agradable, pero que cuando insultaba a los demás era de forma involuntaria. Sin embargo, Horikoshi desechó esta idea porque era demasiado «aburrida». En su lugar, decidió hacer al personaje desagradable y antipático. Horikoshi pretendía originalmente mantener a Katsuki con su personalidad desagradable, aunque más tarde decidió darle un desarrollo para que la gente no lo odiara. Tras el estreno de la adaptación al anime, Horikoshi comenzó a escribir el personaje pensando en la voz de Nobuhiko Okamoto. Horikoshi no esperaba que Katsuki se convirtiera en un personaje popular, por lo que se sorprendió al ver que el personaje ocupaba una buena posición en las encuestas de popularidad.

## Apariciones

### My Hero Academia
Desde el principio demuestra ser un personaje arrogante cuyo sueño es volverse mejor que All Might, pero comienza a madurar luego de perder ante Izuku durante el entrenamiento, chocando también con la mayor autoconfianza y autoconciencia que Izuku va adquiriendo poco a poco. Posteriormente, los acontecimientos en Kamino y la retirada de All Might contribuye a una mejora en el desarrollo de su personaje. Katsuki se sintió culpable por la pérdida de la peculiaridad de All Might, pero gracias al enfrentamiento con el propio Toshinori, prometió seguir mejorando (mientras lo inmovilizaba como si estuviera un paso por delante de Izuku). Debido a su poder y actitud, atrae a los atención de la Liga de Villanos, que lo ve como un potencial miembro, pero Katsuki asegura que no quiere tener nada que ver con ellos ya que su deseo es ser un héroe, sin importar cómo lo vean los demás. Él es (además de Izuku) el único estudiante que conoce la verdadera naturaleza del One For All. Anteriormente, Izuku había dejado escapar que el suyo era un poder prestado, sin revelar nada más, pero Katsuki no le había creído, creyendo que estaba diciendo cosas sin sentido; sin embargo, al notar el vínculo entre Izuku y All Might y la similitud entre los poderes de los dos, Katsuki une las pistas y se enfrenta a Izuku en una batalla nocturna donde, a pesar de que este último pasa usa su don por primera vez del 5 al 8% y al final logra derrotarlo, los dos se convierten en rivales civilizados al punto de entrenar juntos para mejorar. Además, después de ese enfrentamiento, Katsuki también es convocado por All Might junto con Izuku cuando tiene que hablar sobre cosas relacionadas con el One For All. En la lucha contra Tomura Shigaraki, durante el arco del Ejército de liberación de súper poderes, Katsuki revela que su nombre de héroe será Dynamight.

### Otros medios
Katsuki fue añadido al videojuego Jump Force como parte del DLC en agosto de 2019. En un crossover con Avengers: Infinity War, Katsuki compartió una breve conversación con Iron Man.

## Recepción

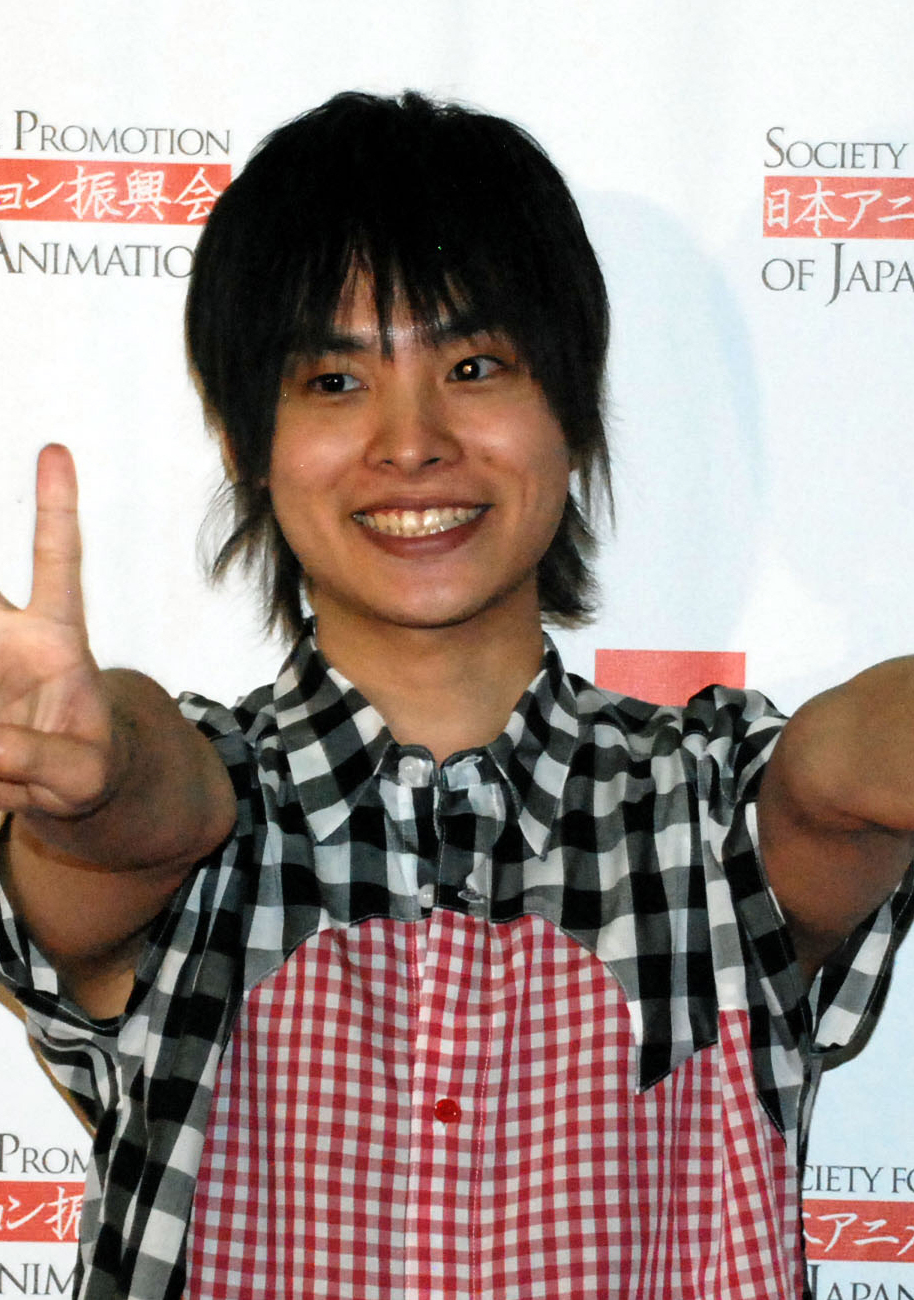
Nobuhiko Okamoto recibió elogios por su interpretación como Katsuki.

Katsuki siempre ha ocupado el primer puesto en las encuestas de popularidad de la serie, superando a otros personajes populares como Izuku Midoriya y Shoto Todoroki. En la lista de los mejores personajes de anime y manga de 2020 de Tumblr, Katsuki ocupó el segundo lugar, solo por detrás de Izuku.
Alex Osborn, de IGN, elogió al personaje y su desarrollo a lo largo de la serie. Daniel Kurland, de Den of Geek, también elogió al personaje al igual que a la interpretación en inglés de Clifford Chapin. Sam Leach, de Anime News Network, alabó el personaje y la interpretación de Okamoto.